# Csepp

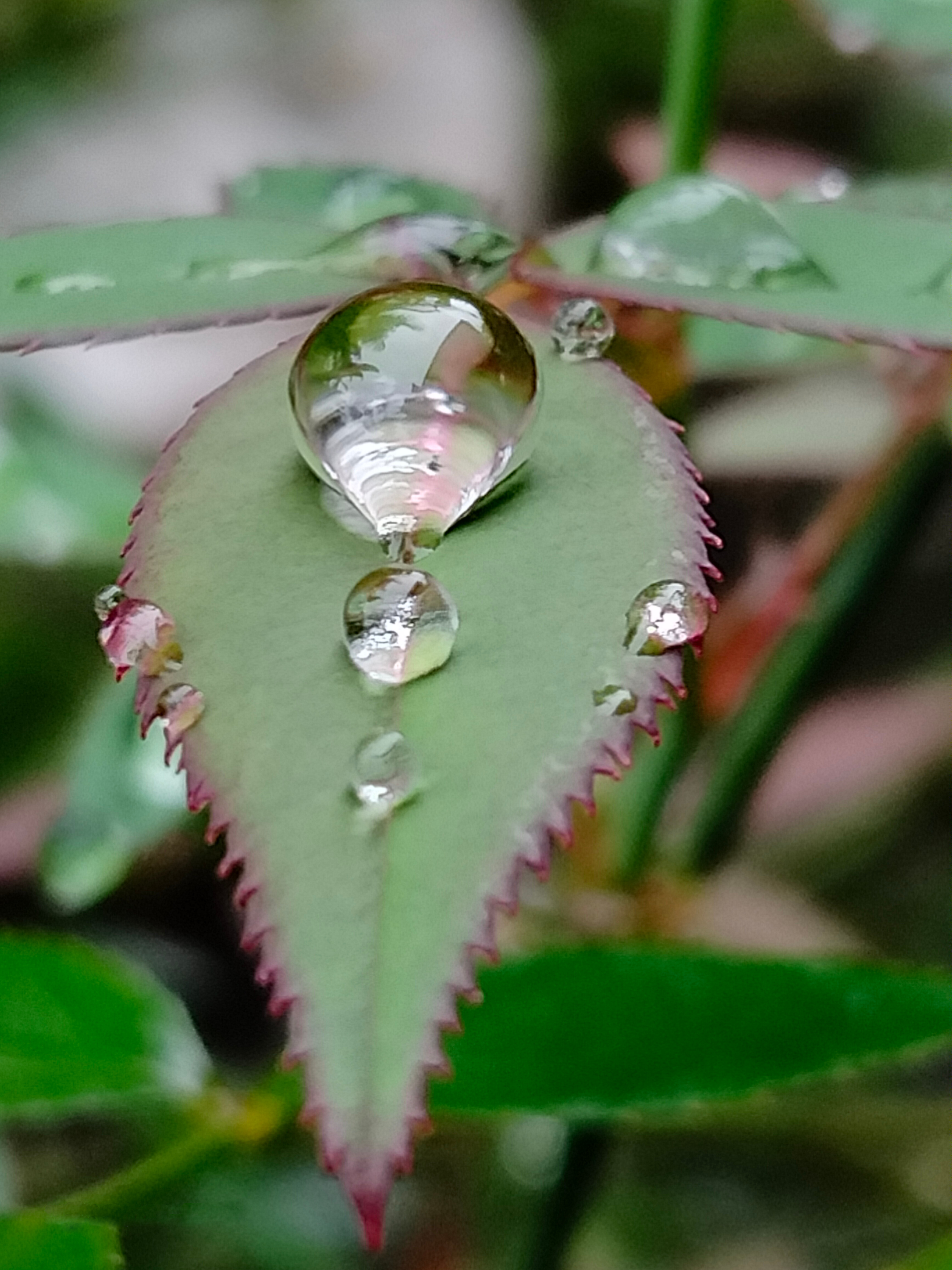
Vízcseppek egy növény levelén

Vízcseppek hullanak a csapból

A csepp egy kis folyadékdarab, amelyet teljesen vagy majdnem teljesen szabad felületek határolnak. Csepp keletkezik, amikor a folyadék felgyülemlik egy cső alsó végén, vagy egy zárt felület nyílásának szélén. Az felette levő folyadék nyomásának hatására egyre növekvő méretű függőcsepp alakul ki, amely egy idő után leszakad, a folyadék lecseppen. Cseppek keletkezhetnek gőz lecsapódásával (kondenzációjával) is. A vízgőz a hőmérséklettől függően vízcseppekké alakul és azt a hőmérsékletet, amelyen ez éppen bekövetkezik, harmatpontnak nevezzük.

## Felületi feszültség

Rezgő vízfelületen pattogó vízcsepp

A folyadékból a felületi feszültség miatt képződnek cseppek.
A cseppképzés egyszerű módja, ha a folyadékot lassan engedjük kifolyni egy kis átmérőjű függőleges cső alsó végéből. A folyadék felületi feszültsége miatt a folyadék kidudorodik, lelóg a csőről. Amikor ez az egyre növekvő függő csepp meghalad egy bizonyos méretet, leszakad a cső végéről. A lehulló folyadékrész is csepp, amelyet felületi feszültség tart össze.

### Viszkozitás és az un. "pitch drop" (szurokcsepp) kísérletek
Egyes szilárdnak tűnő anyagokról kimutatható, hogy valójában rendkívül viszkózus folyadékok, mert cseppeket képeznek és csepp viselkedést mutatnak. A híres szurokcsepp-kísérletek során (ezek esetében hosszú évekig tartanak szurkot egy tölcsérben, megfigyelve, hogyan mozog benne) a szurokról kimutatható ilyen módon, hogy valójában folyadék. A tölcsérben lévő szurok ugyanis lassan cseppeket képez, mindegyik csepp körülbelül 10 év alatt alakul ki és aztán leszakad (lecseppen).

## Csepegtetés

Cseppentési mérés

A csepp ejtési mérés során a cső végéről egy csepp folyadék függ, amit a felületi feszültség akadályoz meg a leesésben. A felületi feszültségből eredő erő arányos a folyadék és a cső közötti határvonal hosszával, az arányossági állandót általában {\displaystyle \gamma } -val jelöljük. Mivel ennek a határnak a hossza a cső kerülete, a felületi feszültségből eredő erő így írható fel: 
{\displaystyle \,F_{\gamma }=\pi d\gamma }
ahol d a kör keresztmetszetű cső átmérője.
A cső végéről lelógó cseppre ható erők egyensúlyban vannak. Az m tömegű cseppre a a gravitációból eredő súlyerő ({\displaystyle F_{g}=mg}) egyenlő a felületi feszültség által kifejtett ({\displaystyle F_{\gamma }\sin \alpha }) erővel
{\displaystyle \,mg=\pi d\gamma \sin \alpha }
ahol {\displaystyle \alpha } a cső elülső felületével való érintkezési szög, és g a gravitációs gyorsulás.
Határesetként, a képlet megadja megadja egy adott {\displaystyle \gamma } felületi feszültségű folyadék függő cseppjének maximális súlyát, amikor {\displaystyle \alpha }=90°
{\displaystyle \,mg=\pi d\gamma }
Ez az összefüggés a kőolajiparban általánosan használt, kényelmes felületi feszültség mérési módszer alapja. Vannak kifinomultabb módszerek is, amelyek figyelembe veszik a függő csepp alakjának változását is, miközben az nő. Ezeket a módszereket a még ismeretlen felületi feszültség meghatározására (megmérésére) használják.

## Csepp tapadása szilárd anyaghoz
A szilárd anyaghoz való csepptapadás két kategóriába sorolható: érintőirányú és merőleges tapadás (adhézió). Az érintőirányú adhézió hasonlít a súrlódásra, bár a tribológia (Súrlódástan) szerint erre az esetre ez az előbbi, "érintőirányú adhézió" a pontosabb kifejezés. Ez azzal az erővel kapcsolatos, amely egy csepp, szilárd felületen azzal párhuzamos írányú elcsúsztatásához szükséges. Vagyis annak az erőnek a nagysága, amely a cseppet a felületen egyik helyről egy másik helyre áttolásához szükséges. A merőleges tapadás annak az erőnek a nagysága, amely ahhoz szükséges, hogy egy cseppet a felületről merőleges irányban távolítva leválasszuk (például az, ami a lerepítéséhez kell). Mindkét tapadási forma vizsgálható a centrifugális adhéziós mérleggel - angolul: Centrifugal Adhesion Balance (CAB). Ez a speciális mérleg centrifugális és gravitációs erők kombinációját alkalmazva hozza létre az oldalirányú és felületre merőleges erők tetszőleges arányát. Például képes arra, hogy nulla oldalirányú és csak merőleges erőt fejtsen ki azért, hogy a csepp a felületre merőleges (normál) irányban repüljön le róla. De kifejthet csak oldalirányú erőt nulla normál-erő mellett, ezzel nulla gravitációt szimulálva.

## Kis csepp
A kis csepp kifejezés a „csepp” kicsinyített formája és általában az 500 μm-nél kisebb átmérőjű folyadékrészecskékre használják. Permetek (spray) esetében a cseppeket általában az érzékelt méretükkel (azaz átmérőjükkel) jellemzik, míg a dózisuk (az általuk vitt hatóanyag, például rovarirtó mennyisége) szempontjából nem az átmérőjük, hanem inkább a térfogatuk számít (ami az átmérőjük köbével -harmadik hatványával- arányos). 

## Cseppek esési sebessége
Egy 3 mm átmérőjű, levegőben szabadon eső csepp végsebessége körülbelül 8 m/s. Az 1 mm-nél kisebb átmérőjű cseppek 2 m esés alatt elérik a végsebességük 95%-át. De ezután a végsebesség eléréséhez szükséges távolság meredeken növekszik. Például egy 2 mm átmérőjű csepp a végsebességét 5,6 m esés után éri el.

## Optika
A víz és levegő eltérő törésmutatója miatt az esőcseppek felületén fénytörés és fényvisszaverődés lép fel, ez hozza létre a szivárványt.

## Hang
Vízbe hulló vízcseppek

Probléma esetén lásd:Médiafájlok kezelése.

A csepegés hangjának fő forrása, hogy amikor egy csepp a folyadékfelületre esik, buborékot hoz létre a felület alá szoruló levegő és a buborék fala rezegni kezd. Ezek az oszcilláló buborékok adják a általában folyadékok jól ismert hangjait, például a folyó víz vagy a fröccsenés hangját, mivel ilyenkor sok csepp-folyadék ütközés következik be.

### Csöpögés zajának megelőzése
A folyadék felületi feszültségének csökkentése lehetővé teszi a cseppek által okozott zaj csökkentését vagy megelőzését. Ez azt jelenti, hogy ha szappant, vagy egyéb felületaktív anyagot (detergenst) adnak a vízhez, a csökkentett felületi feszültség csökkenti a csepegési zajt.

## Cseppek alakja

Az esőcseppek nem könnycsepp alakúak (Ⓐ); a nagyon kicsi esőcseppek szinte gömb alakúak (Ⓑ), míg a nagyobb esőcseppek alul belapulnak (Ⓒ). Az esőcseppek méretének növekedésével egyre nő a rájuk ható légellenállás, ami végül instabillá teszi őket (Ⓓ). A legnagyobb esőcseppeknél a légellenállás már elegendő lehet ahhoz, hogy azokat kisebb cseppekre válassza szét (Ⓔ).

A csepp alakként ismert forma (a tetjén hegyes véggel) a felülethez tapadt csepp alakjához köthető, annak megfigyeléséből származik. Gázokon átrepülő 2 mm-nél kisebb átmérőjű cseppeknél valójában többé-kevésbé gömb alakúak. A nagyobb cseppek általában laposabbak az alsó részükön a gáz, közegellenállásból származó torlónyomása miatt. Ennek eredményeként, ahogy a cseppek nagyobbak lesznek, a mozgás irányába eső részükön (eséskor: aljukon) homorú mélyedés képződik, amely végül, akár a csepp széteséséhez is vezethet.

### Kapilláris emelkedés
A kapilláris emelkedés mértéke a gravitációt, a sűrűséget és a felületi feszültséget hozza egymással kapcsolatba és közvetlenül meghatározza azt is, hogy egy adott folyadék cseppje milyen formájú lesz. A kapilláris emelkedés a Laplace-nyomásból adódik (görbült folyadékfelületek, felületi feszültségből származó nyomása, mely függ a csepp sugarától).
A kapilláris emelkedés (kapilláris hossz) segítségével megkülönböztethetünk mikro- és makrocseppeket. A mikrocseppek a kapilláris hossznál kisebb sugarú cseppek, alakjukat a felületi feszültség szabályozza és ez többé-kevésbé gömb. Amikor a csepp sugara nagyobb, mint a kapilláris hossz, akkor makrocseppekről beszélünk és alakjuk kialakulásában a gravitációs erő (súlyuk) dominál. A felületen levő makrocseppek a gravitáció miatt a cseppek alacsonyabbak, laposabbak lesznek.

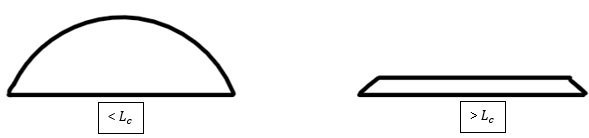
A csepp sugara és a kapilláris hossz viszonya

## Méret
Az esőcseppek mérete általában 0,5 mm és 4 mm közé esik, a méreteloszlások nem egyenletesen változik, méretükkel a gyakoriságuk gyorsan csökken: a 2-2,5 mm-nél nagyobbak már egészen ritkák.
A tudósok hosszú ideig úgy tartották, hogy az esőcseppek méreteloszlását a leesésük közben bekövetkezett ütközéseik alakítják ki. 2009-ben francia kutatóknak sikerült kimutatniuk, hogy a cseppek méreteloszlása a levegővel való kölcsönhatásuknak köszönhető, ami deformálja a nagyobb cseppeket és kisebb cseppekre szedi őket. Ez a legnagyobb esőcseppek méretét gyakorlatilag 6 mm átmérőjűre korlátozza. Azonban a 10 mm átmérőjű esőcseppek (melyek már nem gömb alakúak, térfogatuk és súlyuk megfelel egy 4,5 mm sugarú gömb alakú esőcseppnek) már elméletileg stabilak, nem esnek szét és szélcsatornában is lebeghetnek.
Az eddigi legnagyobb regisztrált esőcsepp átmérője 8,8 mm volt, 1999 júliusában a Kwajalein Atoll szomszédságában egy gomolyfelhő alján észlelték. 1995 szeptemberében egy azonos méretű esőcseppet észleltek Brazília északi részén.

### Szabvány cseppméretek az orvoslásban
Az orvostudományban ezt a tulajdonságot (szabvány cseppméret) olyan cseppentők és intravénás infúziós szerelékek esetén használják. Ezekben olyan átmérőjű csepegtető cső van, hogy a vele 1 milliliter = 20 csepp adódjon. 
Ha kisebb mennyiségekre van szükség (például gyermekgyógyászatban), akkor mikrocseppentőket vagy gyermekgyógyászati infúziós szerelékeket használnak, amelyekben 
1 milliliter = 60 mikrocsepp.

## Képek

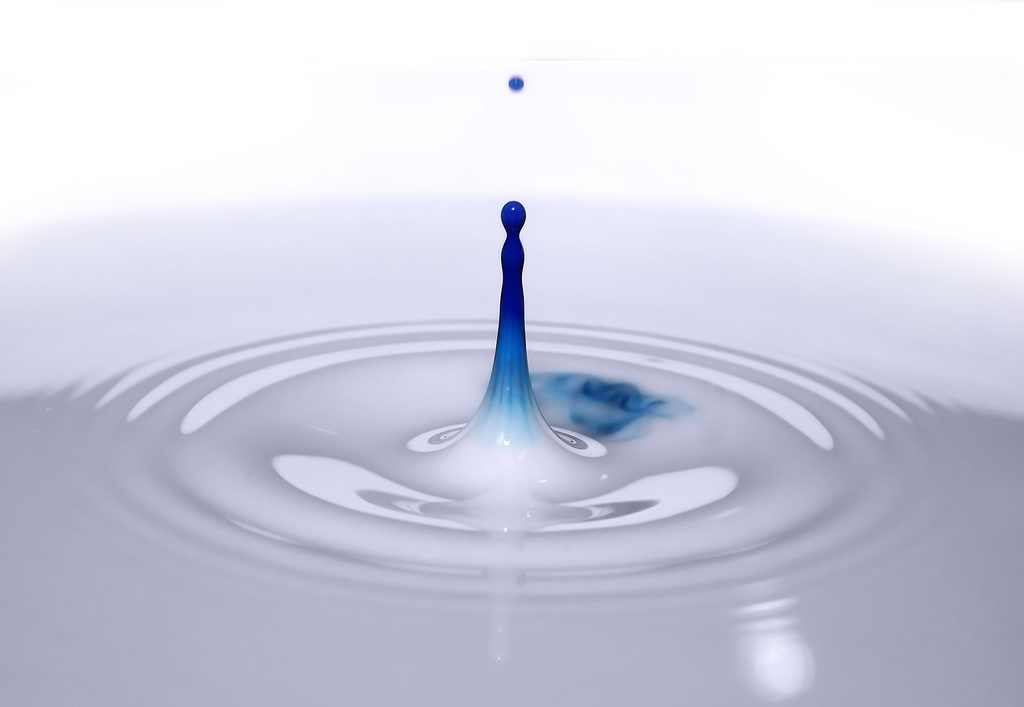
Kék festékcsepp esik tejbe
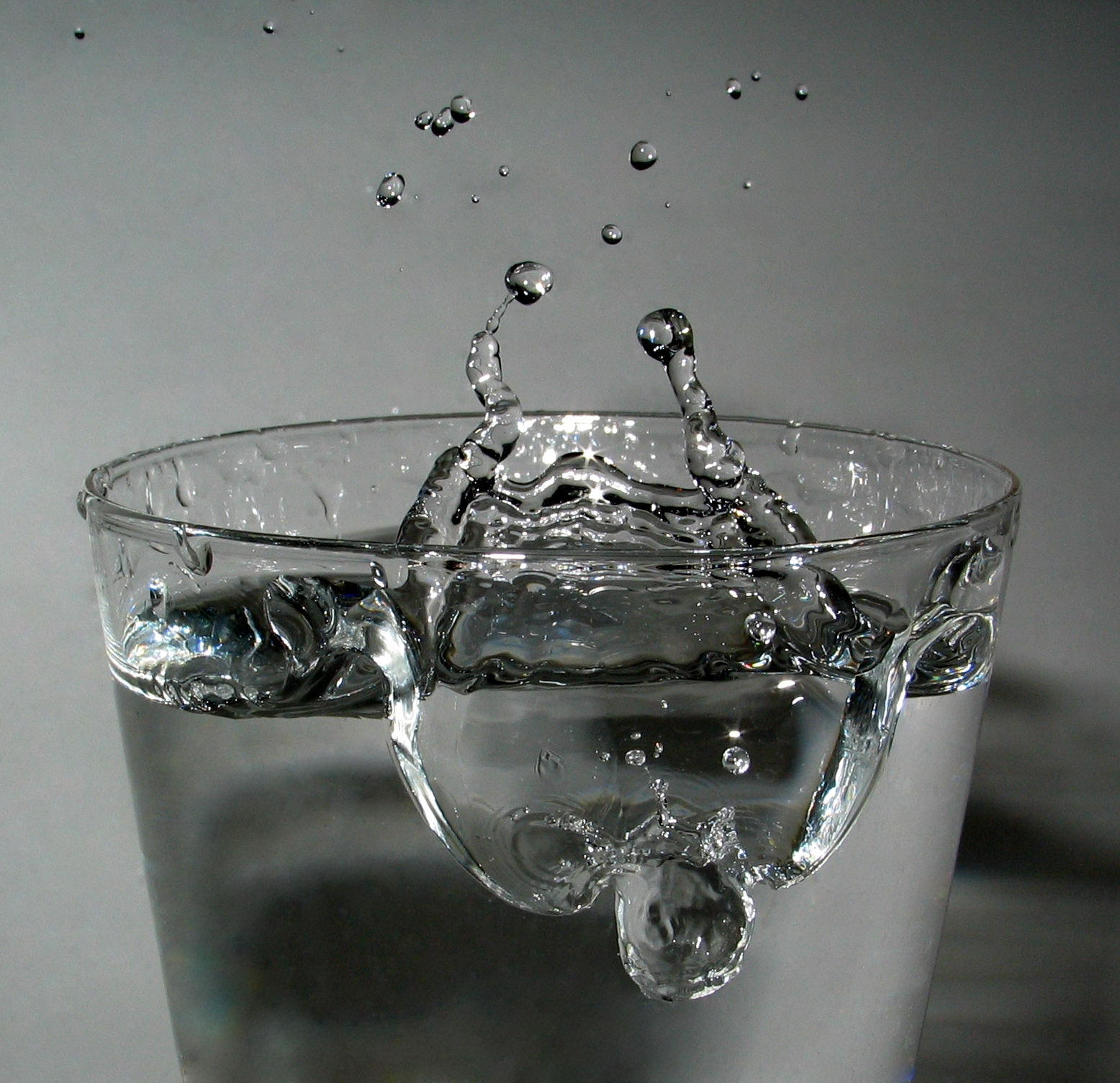
Vízcsepp becsapódása
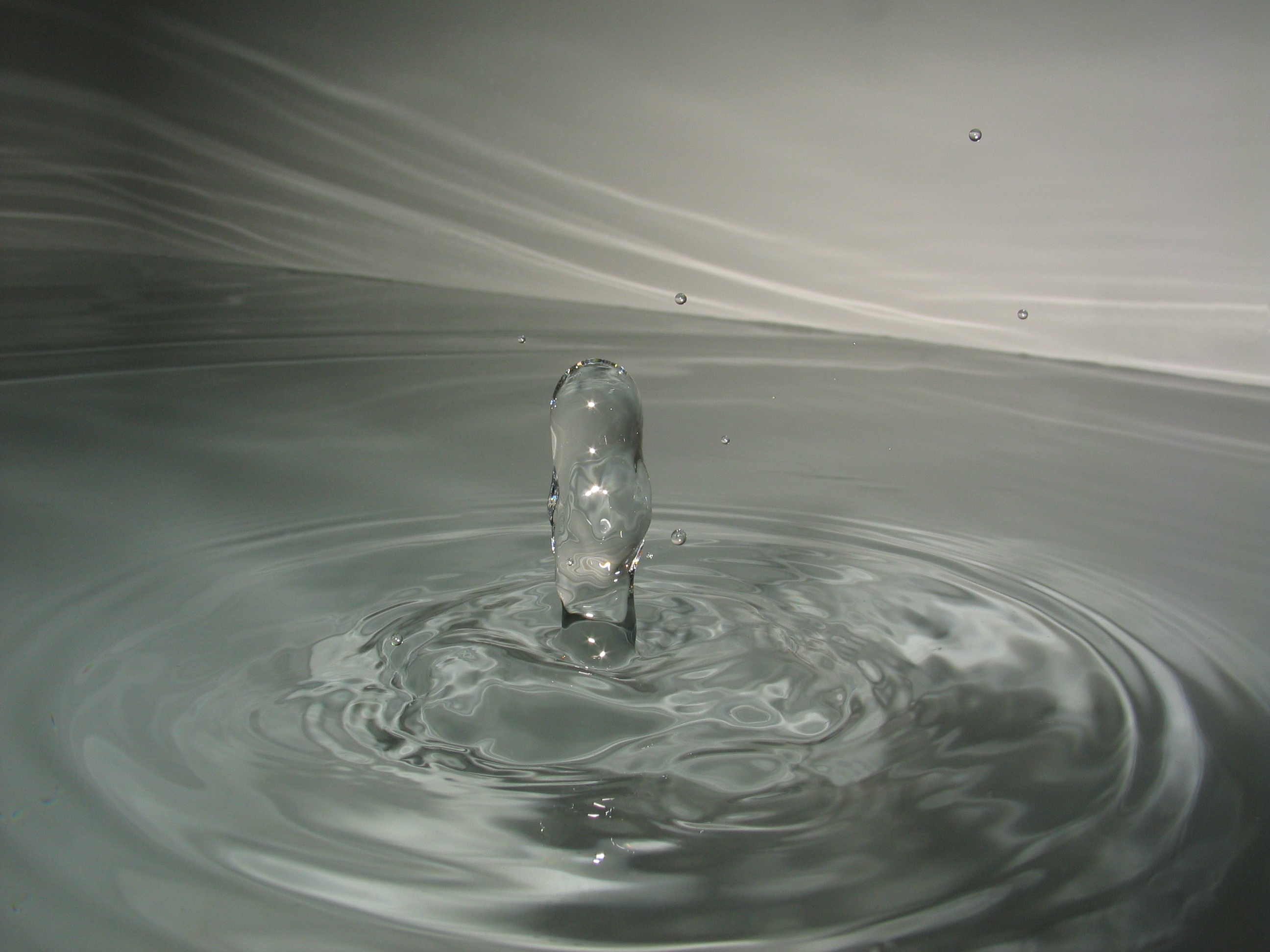
Vizcsepp becsapódása után kiemelkedő vízoszlop
- Esőcseppek becsapódása és lecsepegése
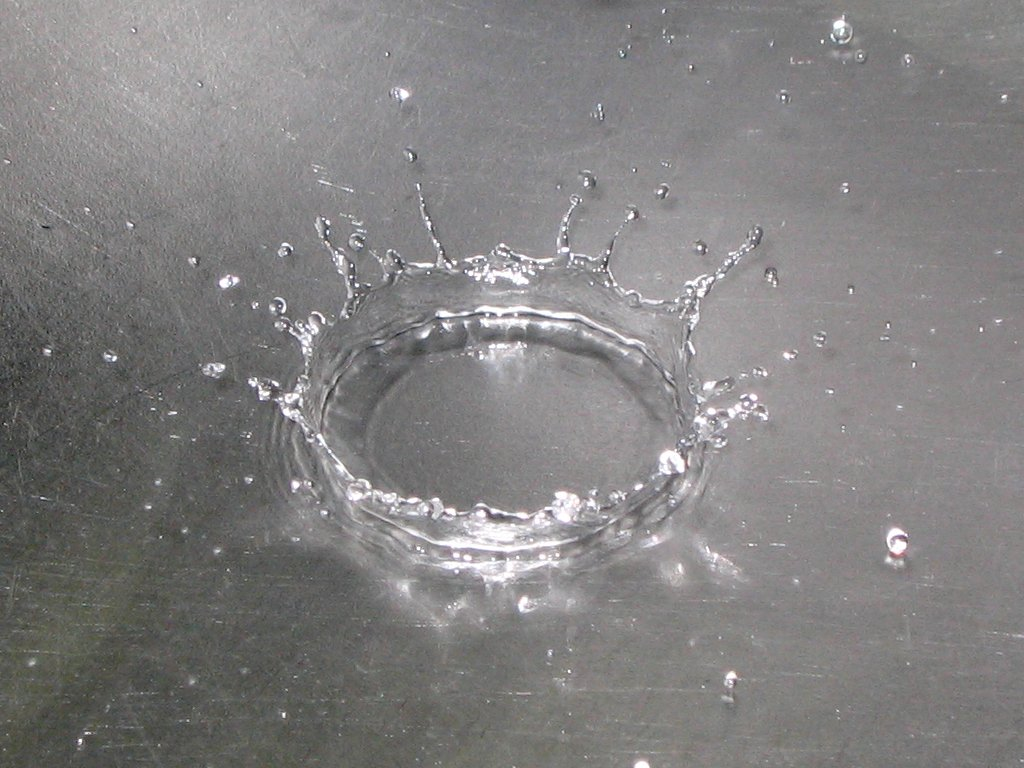
Egy vízcsepp fémfelületbe csapódása után az anyagából kialakuló, korona szerű alakzat
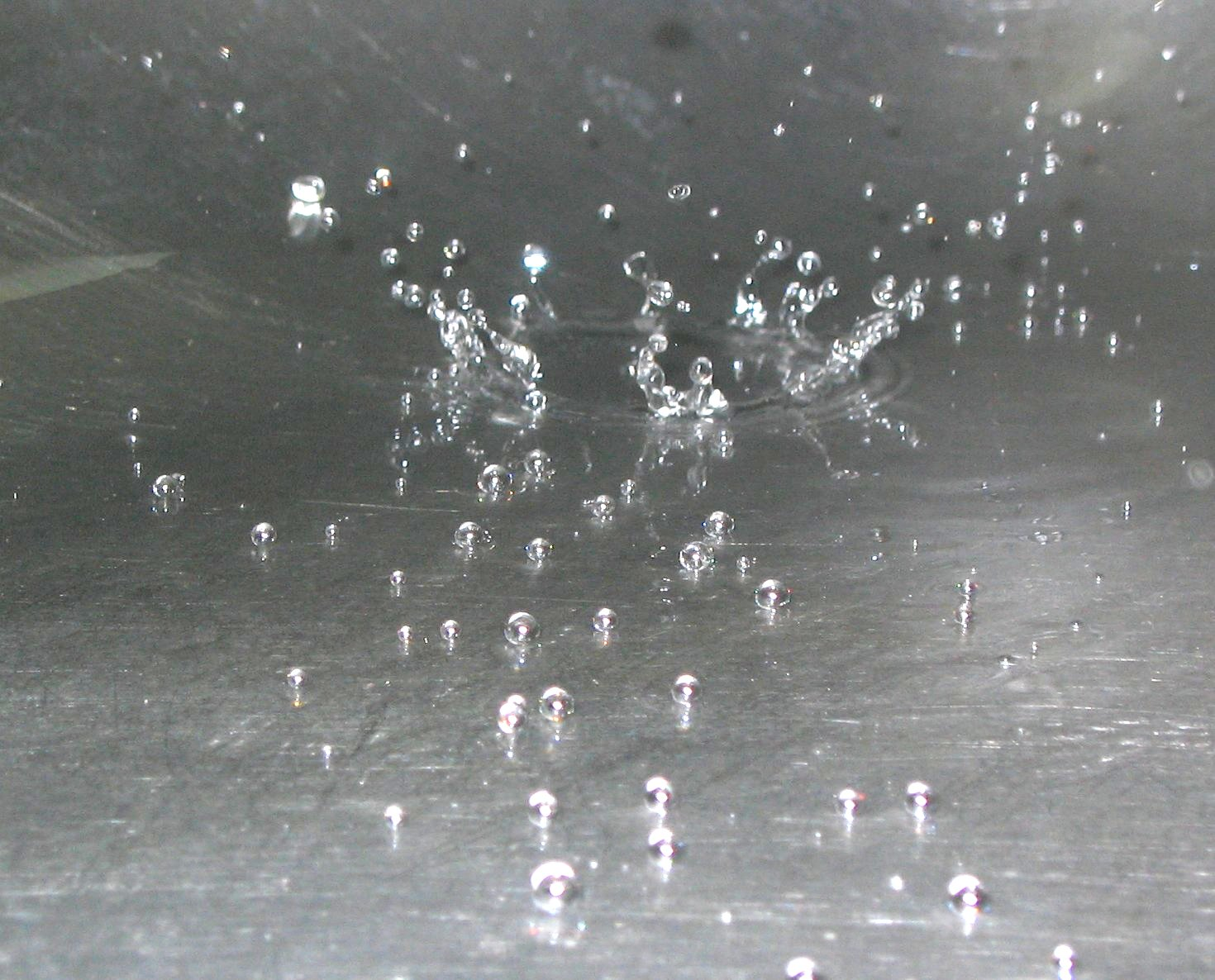
Egy nedves fémfelületbe csapódó vízcsepp leválasztja a vízréteget és abból apró vízcseppeket alakít ki
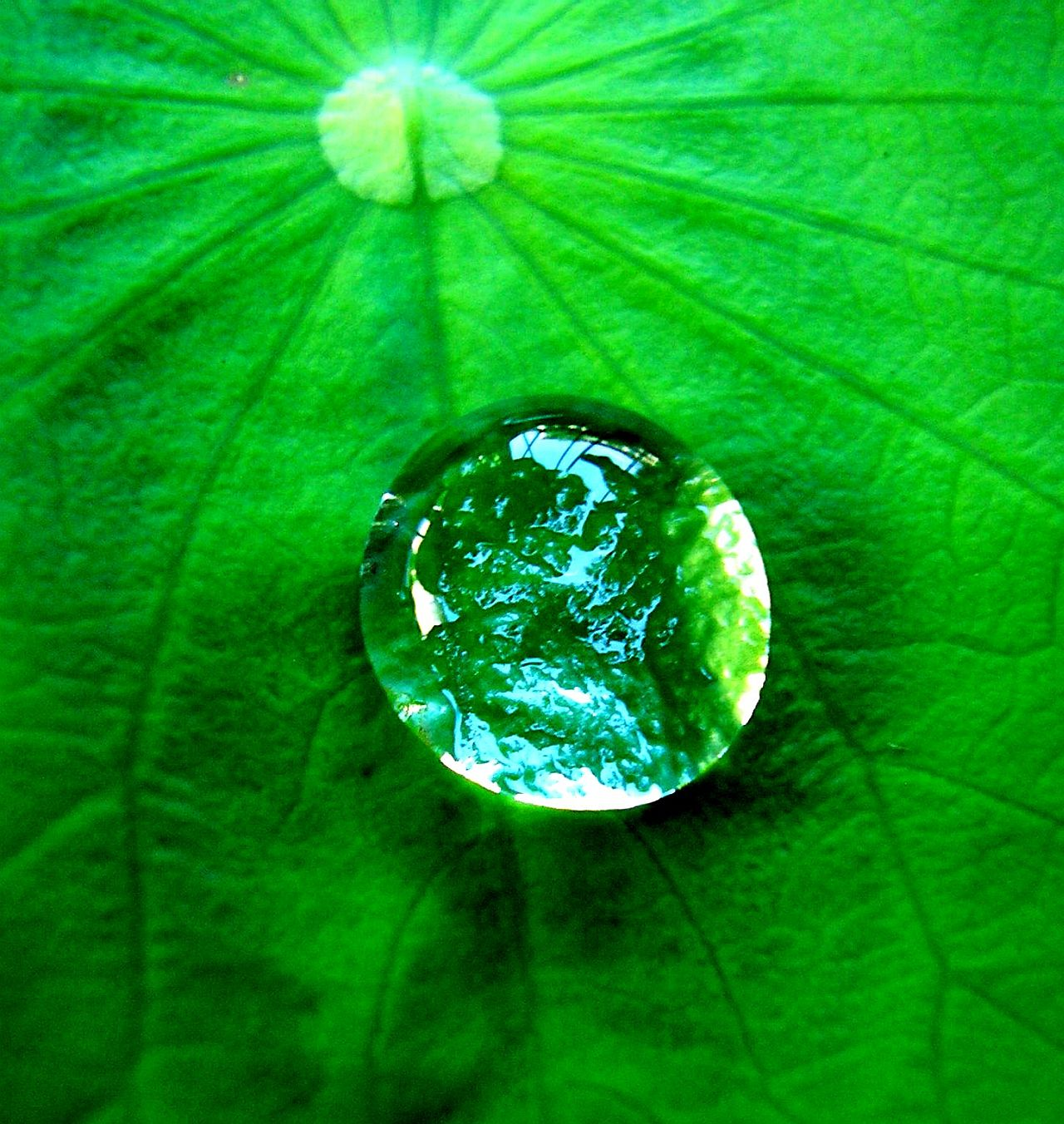
Egy majdnem gömb alakú vízcsepp a levél víztaszító felületén
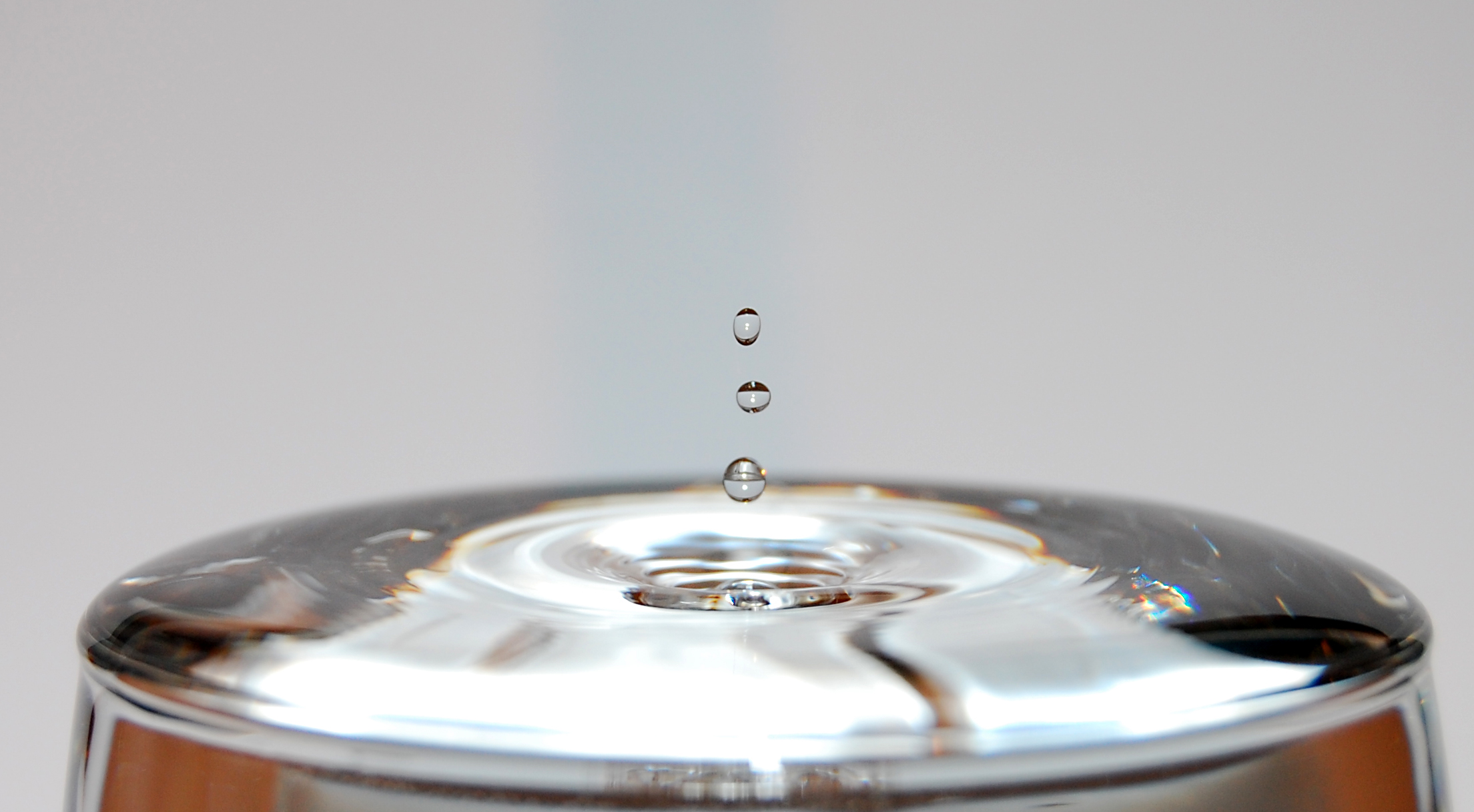
A vízcsepp becsapódása után kiemelkedő vízoszlop három cseppre válik szét a felületi feszültség hatására
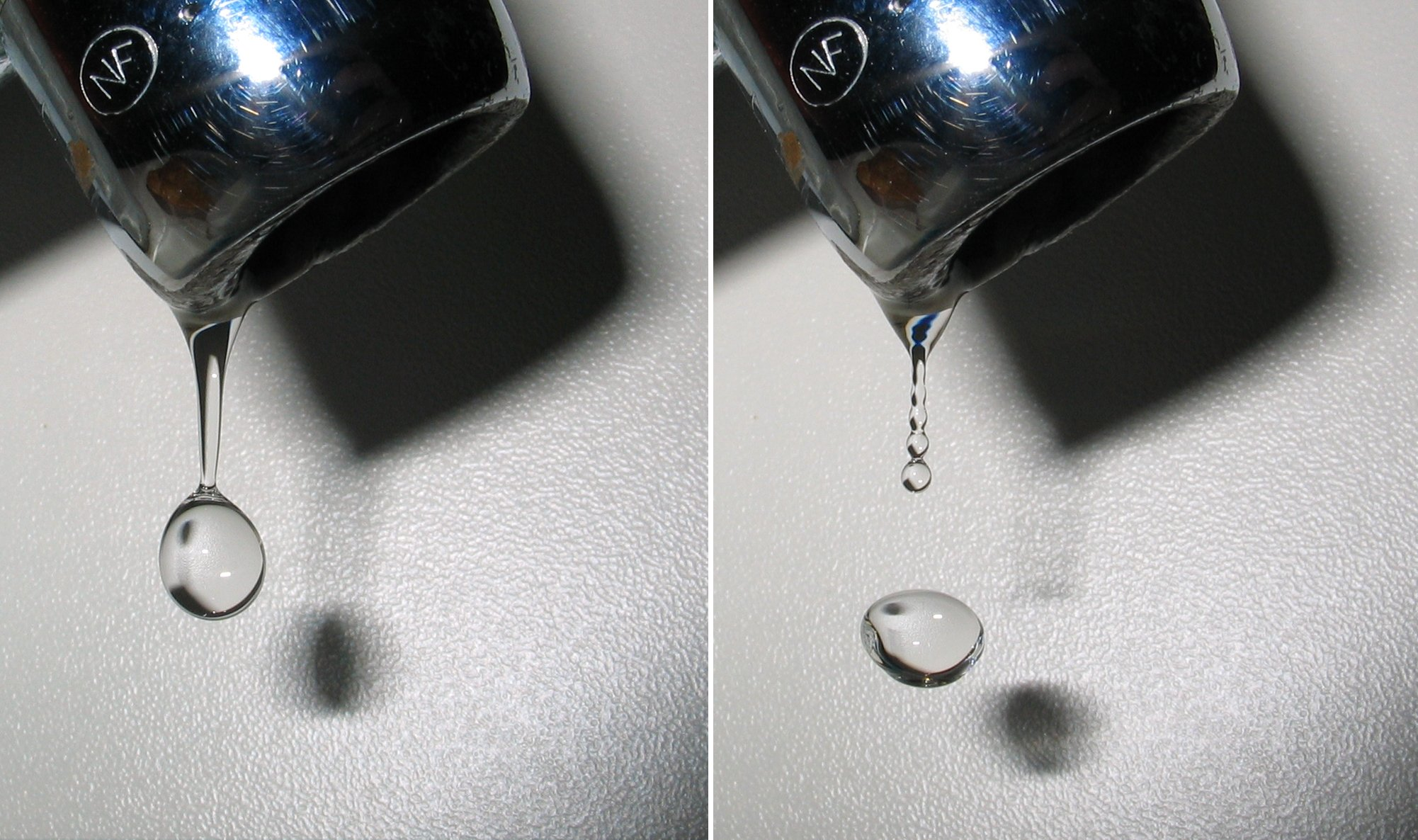
Leszakadó vízcsepp

## Fordítás
Ez a szócikk részben vagy egészben  a   Drop (liquid) című angol Wikipédia-szócikk ezen változatának fordításán alapul.  Az eredeti cikk szerkesztőit annak laptörténete sorolja fel. Ez a jelzés csupán a megfogalmazás eredetét és a szerzői jogokat jelzi, nem szolgál a cikkben szereplő információk forrásmegjelöléseként.